# Biegus rdzawy
Biegus rdzawy (Calidris canutus) – gatunek ptaka wędrownego z rodziny bekasowatych (Scolopacidae). Zamieszkuje wybrzeża wszystkich kontynentów oprócz Antarktydy. Bliski zagrożenia wyginięciem.

## Systematyka
Gatunek ten po raz pierwszy zgodnie z zasadami nazewnictwa binominalnego opisał w 1758 roku Karol Linneusz w 10. edycji Systema Naturae, uznawanej za początek nomenklatury zoologicznej. Autor nadał gatunkowi nazwę Tringa Canutus. Jako miejsce występowania wskazał Europę; później miejsce typowe ograniczono do Szwecji. Obecnie biegus rdzawy umieszczany jest w rodzaju Calidris. Wyróżnia się sześć podgatunków.

## Występowanie
Zamieszkuje w zależności od podgatunku:
- Calidris canutus canutus – środkowo-północna Syberia, Półwysep Tajmyr i być może Jakucja. Zimuje w zachodniej i południowej Afryce. W Polsce spotykany w czasie przelotów w kwietniu–maju i lipcu–październiku. Regularnie, a jesienią dość licznie pojawia się na wybrzeżu, zaś w głębi kraju jest rzadki i nieliczny.
- Calidris canutus piersmai – Wyspy Nowosyberyjskie. Zimuje w północno-zachodniej Australii.
- Calidris canutus rogersi – Półwysep Czukocki, być może także obszary dalej na zachód. Zimuje w Australazji.
- Calidris canutus roselaari – Wyspa Wrangla i północno-zachodnia Alaska. Zimuje na Florydzie oraz w południowej Panamie i północnej Wenezueli.
- Calidris canutus rufa – subarktyczne terytoria północnej Kanady, w tym południowy Archipelag Arktyczny. Zimuje w północno-wschodniej i południowej części Ameryki Południowej.
- Calidris canutus islandica – północny Archipelag Arktyczny i północna Grenlandia. Zimuje w Europie Zachodniej.

## Morfologia
WyglądSiewkowiec nieco większy od biegusa zmiennego, mniejszy i niższy od krwawodzioba. W upierzeniu godowym ma czarniawy, płowo i szaro plamkowy wierzch ciała. Spód ciała, głowa i szyja rdzawopomarańczowe (pióra płowieją do pomarańczowych w lipcu/sierpniu). Kuper jasnoszary, prążkowany. Brzuch i pokrywy podogonowe rozjaśnione, niekiedy nawet białe. Ogon szary z ciemnym, poprzecznym prążkowaniem. Prosty dziób i nogi czarne. Samica ubarwiona podobnie, lecz kolor rdzawy jest mniej intensywny. W szacie spoczynkowej wierzch ciała u obu płci jest jednolicie szary z wąskimi, białymi brzegami barkówek, brew biała. Młode w szacie juwenalnej ogółem mają ubarwienie przypominające szatę spoczynkową, ale posiadają jasnobrzoskwiniowy nalot na piersi, koronkowe szaro-białe sierpy na piórach grzbietu i lekkie, szare prążkowanie oraz plamkowanie na bokach ciała. C. c. islandica ma jaśniejszy spód, a pióra na wierzchu ciała w szacie godowej są obrzeżone żółtawo. C. c. rogersi jest bledszy, a rozjaśnienie na brzuchu zajmuje większą powierzchnię. C. c. rufa jest najbledszym podgatunkiem o czysto białym brzuchu. C. c. roselaari jest bardziej kontrastowo ubarwiony, z ciemniejszym brzuchem i podogoniem.
Gatunki podobneBiegus zmienny, biegus wielki, błotowiec, brodziec szary.
Wymiary średniedługość ciała 23–26 cm
rozpiętość skrzydeł 47–53 cm lub 45–54 cm
masa ciała 85–220 g

## Ekologia i zachowanie

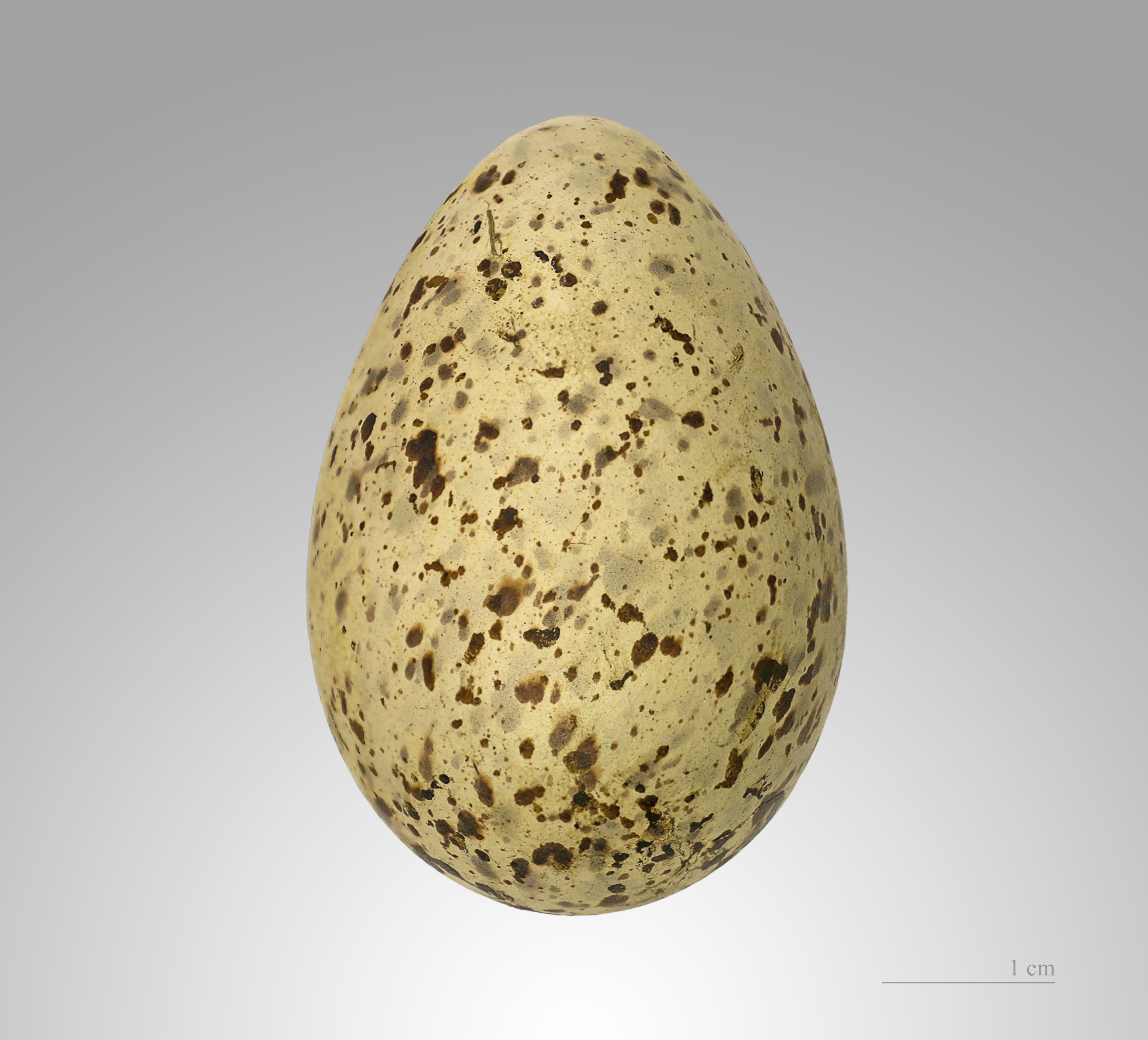
Jajo z kolekcji muzealnej

BiotopKamienista tundra pokryta skąpą roślinnością. Zimą odwiedza muliste i piaszczyste wybrzeża, rzadko przebywa w głębi lądu.
GniazdoPłytki dołek w ziemi wyłożony kawałkami roślin i porostów.
JajaW ciągu roku wyprowadza jeden lęg, składając w czerwcu–lipcu 4, rzadko 3 jaja.
WysiadywanieJaja wysiadywane są przez okres około 21 dni przez obydwoje rodziców.
PisklętaPisklętami opiekuje się wyłącznie samiec. Młode są w pełni opierzone i osiągają zdolność do lotu po 18–20 dniach od wyklucia. Dojrzałość płciową uzyskują w wieku 2 lub 3 lat.
PożywienieBezkręgowce – mięczaki, w tym ślimaki, owady, pająki, skorupiaki czy robaki, ale również pokarm roślinny.

## Status i ochrona
IUCN od 2015 roku uznaje biegusa rdzawego za gatunek bliski zagrożenia (NT, Near Threatened); wcześniej, od 1988 roku klasyfikowano go jako gatunek najmniejszej troski (LC, Least Concern). W 2024 roku organizacja BirdLife International szacowała liczebność światowej populacji na 2–3 miliony dorosłych osobników. Trend liczebności populacji uznawany jest za spadkowy.
W Polsce podlega ścisłej ochronie gatunkowej.